# Arcabas
Jean-Marie Pirot (Metz, Lorena; 26 de diciembre de 1926-Trémery, Lorena; 23 de agosto de 2018), conocido como Arcabas, nombre puesto por sus estudiantes de bellas artes, fue un artista francés de arte sacro contemporáneo.

## Biografía

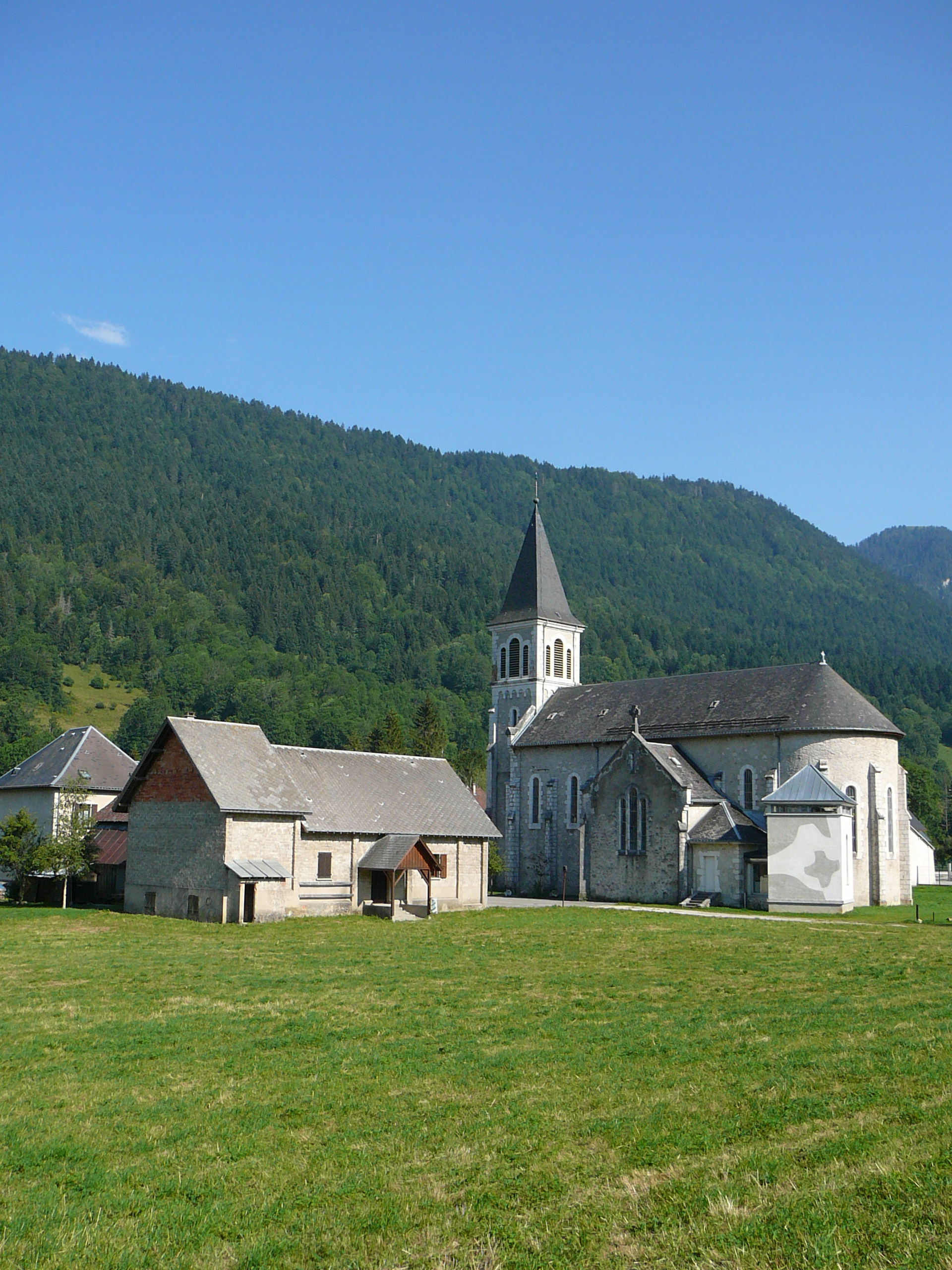
Iglesia de Saint-Hugues-de-Chartreuse, obra de Arcabas.

Estudió en la Escuela de Bellas Artes de París y enseñó en la de Grenoble. Se dio a conocer por su obra monumental en la iglesia de Saint-Hugues-de-Chartreuse. De 1969 a 1972, el Consejo Nacional de las Artes de Canadá lo nombró artista invitado y fue profesor titular en la Universidad de Ottawa, donde fundó el «l’atelier collectif expérimental» [taller colectivo experimental]. De vuelta en Francía, funda el taller «Éloge de la Main» [Elogio de la Mano].
Más tarde, recibió numerosas peticiones del Gobierno francés y autoridades religiosas, hay obras suyas en diferentes localidades de Francia, Alemania, Canadá o Estados Unidos aunque no sea conocido por el gran público. Vivió en Saint-Pierre-de-Chartreuse, en Isère.
Su obra abarcaba diferentes técnicas: escultura, grabado, tapiz, mosaico, vidriera, ebanistería o forja, pero sobre todo pintura. También ha creado vestuarios y decorados para obras de teatro.
Su trabajo, que se suele inspirar en parábolas y otras historias de la Biblia, se presenta a menudo lineal y narrativo, como frescos policromados de intenso cromatismo.